# Hristo Nedialkov
Hristo Nedialkov (în bulgară Христо Недялков) (n. 23 decembrie 1864, Veliko Tărnovo, Imperiul Otoman – d. 11 noiembrie 1943, Sofia, Bulgaria) a fost unul dintre generalii armatei Bulgariei din Primul Război Mondial. 
A îndeplinit funcția de comandant al Diviziei 1 Infanterie bulgară în campania acesteia din România, din anii 1916 și 1917.